# 피얄라바튼

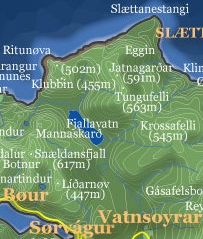
지도 속 피얄라바튼 호수

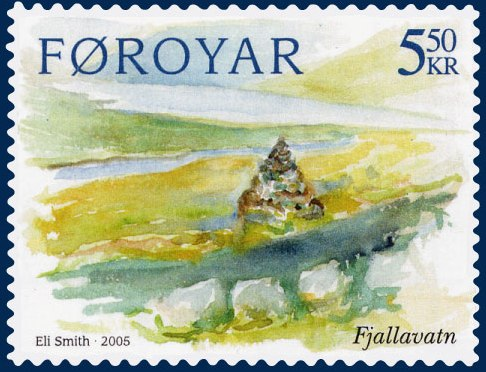
페로 제도의 우체국인 포스타에서 2005년 2월 7일에 발행한 우표 속 피얄라바튼 삽화

피얄라바튼(페로어: Fjallavatn)은 페로 제도에서 두 번째로 큰 호수로, 보가르섬에 있다. 호수의 크기는 1 km2이다. 페로 제도에서 가장 큰 호수는 쇠르보그스바튼 호수로 크기는 3.4 km2에 이르며 피얄라바튼의 약 세 배에 해당한다.